# Grijze slangenarend
De grijze slangenarend (Circaetus fasciolatus) is een vogel uit de familie van havikachtigen (Accipitridae). Het is een voor uitsterven gevoelige vogelsoort in Oost-Afrika tot in het oosten van zuidelijk Afrika.

## Kenmerken
Deze arend is 60 cm lang, een relatief kleine arend met horizontaal gestreepte borst en buik en drie witte dwarsstrepen op de betrekkelijk lange staart. De bovendelen zijn donkerbruin en het "gezicht" is grijs. De poten en de washuid rond de snavel zijn geel. De vogel lijkt op de kleine grijze slangenarend, maar die heeft een kortere staart met maar één dwarsstreep.

## Verspreiding en leefgebied
Deze soort komt voor van zuidelijk Somalië, Kenia, Tanzania, Mozambique tot in het noordoosten van Zuid-Afrika en ook nog in het zuidoosten van Zimbabwe. Het leefgebied bestaat uit dichte bossen langs rivieren, maar ook wel in aangrenzend bewoond gebied of in ondergelopen gebied en moerassen. De vogel is merendeels standvogel.

## Status
De grootte van de populatie werd in 2012 door BirdLife International geschat op 1000 en 3000 individuen en de populatie-aantallen nemen af. Het leefgebied wordt aangetast door versnippering en ontbossing ten behoeve van de winning van brandhout, boerengeriefhout en houtskool. Om deze redenen staat deze soort als gevoelig op de Rode Lijst van de IUCN.